# 侯君擢
侯君擢（16世紀—1642年），字際明，北直隸廣平府成安縣人，明朝政治人物。

## 生平
侯君擢是天啟元年（1621年）順天鄉試舉人，崇禎七年（1634年）署任大名教諭，縣人劉守讀曾為成安教諭，讓他和其他六人中舉，當他來大名任職時哭著寫下文章：「先生離去後，我縣邑士幾十年無成名者，怎讓才能讓先生再次回來重振吾鄉士氣。」教授生徒以守讀為法。
之後他轉任陝西甘泉知縣，整頓邊陲殘破之地有起色，因為母親逝世回鄉，哀毀幾乎滅性；服闋改官武陟知縣，以廉明行徑、防河禦寇聞名，考績陞為陳州知州。剛就任流寇來到，就登城與關永傑、崔泌之、王受爵和士兵誓守，流寇圍城四十里，日夜力攻，他身先士卒抵擋，箭石都堆滿護城河，七日後力竭城陷，死前依然罵不絕口。朝廷得知後，追贈河南布政使司右參議，恩蔭一子入監讀書，在陳橋驛興建生祠，並入祀陳州名宦，有著作《四書膚見品見》、《禮經纂》流傳，清朝追諡烈愍
。

## 引用
1. 1 2  康熙《成安縣志·卷十·列傳一》：侯君擢，字際明，天啟辛酉舉於鄉，天性至孝，為親捧檄。初署大名縣諭，課士有法，陞陝西甘泉知縣，邊陲殘破之地，整頓有起色；丁內艱哀毀幾滅性，服闋補河南武陟縣，防河禦寇隣多則之，以廉明豈第聞於上。考績陞陳州知州，方下車而寇至，登城誓眾共守，寇圍城四十里晝夜力攻；公身先士卒，連矢石擊寇星壕皆滿，相持七日力竭，城陷至死誓不絕口，事聞贈河南布政司右參議，廕一子入監讀書，仍於陳橋驛勅建生祠，命有司春秋祀焉，仍祀陳州名宦，但鄉賢從祀之典尚缺，宜亟議舉行，以為天下後世為人臣者所勸，所著有《四書膚見品見》、《禮經纂》行世。
2. ↑  民國《大名縣志·卷十三·政績志》：侯君擢，字際明，直隸成安舉人，崇禎七年教諭大名。先是邑人劉守讀司訓成安掇高第者第七人，君擢與焉，既至携為諸生，時文哭之曰：「自公去，吾邑士無成名者幾十載，安得起公，九原重振吾鄉士氣也。」諭教生徒一以守讀為法，累陞陳州知州。李自成陷陳州，君擢罵不絕口而死，贈右參議。 《大名縣志》
3. ↑  《明史·卷二百九十三·列傳第一百八十一》·忠義五：（崇禎）十五年二月，李自成數十萬眾來攻，（睢陳兵備僉事關）永傑與知州侯君擢、鄉官崔泌之、舉人王受爵等率士民分堞守。……君擢，字際明，成安人，起家舉人。城圍時，身先士卒，運木石擊賊，城濠皆滿。後被縛，罵不絕口死。……贈永傑光祿卿，君擢右參議，泌之復故官。
4. ↑  《欽定勝朝殉節諸臣錄·卷五·通諡烈愍諸臣下》：……陳州知州侯君擢，成安人；崇禎十五年，闖賊攻城，身先士卒，運木石擊賊，城濠皆滿。後城陷，被縳，罵賊死。 見《明史》及輯覽